# Вайт-Фіш-Лейк 128
Вайт-Фіш-Лейк 128 (англ. White Fish Lake 128) — індіанська резервація в Канаді, у провінції Альберта, у межах муніципального району Сент-Пол № 19.

## Населення
За даними перепису 2016 року, індіанська резервація нараховувала 1310 осіб, показавши зростання на 10,3%, порівняно з 2011-м роком. Середня густина населення становила 25,7 осіб/км².
З офіційних мов обидвома одночасно володіли 5 жителів, тільки англійською — 1 300. Усього 285 осіб вважали рідною мовою не одну з офіційних, з них усі — одну з корінних мов.
Працездатне населення становило 49,7% усього населення, рівень безробіття — 24,7%.
Середній дохід на особу становив $27 365 (медіана $19 046), при цьому для чоловіків — $27 357, а для жінок $27 373 (медіани — $18 176 та $20 693 відповідно).
17,9% мешканців мали закінчену шкільну освіту, не мали закінченої шкільної освіти — 46,9%, 34,6% мали післяшкільну освіту, з яких 11,3% мали диплом бакалавра, або вищий.
| Статево-вікова структура населення | Статево-вікова структура населення | Статево-вікова структура населення | Статево-вікова структура населення | Статево-вікова структура населення |
| ---------------------------------- | ---------------------------------- | ---------------------------------- | ---------------------------------- | ---------------------------------- |
|                                    |                                    |                                    |                                    |                                    |
| Всього                             | Всього                             | 51,9%48,1%                         |                                    |                                    |
| 0 — 14 років                       | 0 — 14 років                       |                                    | 31%                                | 31%                                |
| 15 — 64 років                      | 15 — 64 років                      |                                    | 63,6%                              | 63,6%                              |
| 65 і більше                        | 65 і більше                        |                                    | 5,4%                               | 5,4%                               |
| Середній вік (років)               | Середній вік (років)               | 27,629,2                           | 28,4                               | 28,4                               |
| Медіана (років)                    | Медіана (років)                    | 22,724,5                           | 23,6                               | 23,6                               |
| — чоловіки — жінки                 |                                    |                                    |                                    |                                    |

| Походження мешканців:     | Походження мешканців:     | Походження мешканців: | Походження мешканців: | Походження мешканців: |
| ------------------------- | ------------------------- | --------------------- | --------------------- | --------------------- |
| Походження                |                           |                       | осіб                  | %                     |
| Корінні американці        | Корінні американці        |                       | 1 280                 | 98.46%                |
| Інше північноамериканське | Інше північноамериканське |                       | 10                    | 0.77%                 |
| Європейське               | Європейське               |                       | 245                   | 18.85%                |
| британське                | британське                |                       | 155                   | 11.92%                |
| французьке                | французьке                |                       | 100                   | 7.69%                 |
| українське                | українське                |                       | 25                    | 1.92%                 |

## Клімат
Середня річна температура становить 1,6°C, середня максимальна – 20,9°C, а середня мінімальна – -22,4°C. Середня річна кількість опадів – 480 мм.
| Клімат поселення                              | Клімат поселення | Клімат поселення | Клімат поселення | Клімат поселення | Клімат поселення | Клімат поселення | Клімат поселення | Клімат поселення | Клімат поселення | Клімат поселення | Клімат поселення | Клімат поселення | Клімат поселення |
| Показник                                      | Січ.             | Лют.             | Бер.             | Квіт.            | Трав.            | Черв.            | Лип.             | Серп.            | Вер.             | Жовт.            | Лист.            | Груд.            |                  |
| Середній максимум, °C                         | −9,04            | −4,95            | 0,64             | 10,32            | 16,66            | 20,74            | 20,91            | 19,93            | 14,50            | 8,68             | −1,9             | −9,22            |                  |
| Середня температура, °C                       | −15,72           | −11,64           | −6,01            | 3,61             | 10,00            | 14,08            | 16,26            | 15,28            | 9,84             | 4,03             | −6,54            | −13,86           |                  |
| Середній мінімум, °C                          | −22,39           | −18,32           | −12,72           | −3,06            | 3,30             | 7,37             | 11,61            | 10,64            | 5,19             | −0,62            | −11,18           | −18,5            |                  |
| Норма опадів, мм                              | 23               | 14               | 22               | 31               | 47               | 81               | 92               | 62               | 45               | 21               | 20               | 22               |                  |
| Середньомісячна швидкість вітру, м/с          | 3.30             | 3.30             | 3.50             | 3.80             | 3.80             | 3.40             | 3.20             | 3.10             | 3.30             | 3.60             | 3.53             | 3.47             |                  |
| Середньомісячна сонячна радіація, кДж/м²·день | 3196             | 6662             | 12023            | 17247            | 20887            | 22153            | 22035            | 18185            | 12253            | 7146             | 3521             | 2299             |                  |
| --------------------------------------------- | ---------------- | ---------------- | ---------------- | ---------------- | ---------------- | ---------------- | ---------------- | ---------------- | ---------------- | ---------------- | ---------------- | ---------------- | ---------------- |
| Джерело:                                      |                  |                  |                  |                  |                  |                  |                  |                  |                  |                  |                  |                  |                  |